# Bob and the Trees
Bob and the Trees è un film del 2015 diretto da Diego Ongaro.

## Trama
È pieno inverno nelle zone rurali del Massachusetts dove Bob, un boscaiolo di 50 anni con un debole per il golf e il gangsta rap, vive una vita difficile con suo figlio Matt e sua moglie Polly. La sua vita diventa più difficile quando la sopravvivenza dell'azienda è messa a repentaglio da un cattivo investimento.

## Distribuzione
Il film ha partecipato al 50º Festival Internazionale del Cinema di Karlovy Vary dove ha vinto il Globo di Cristallo, al Durban International Film Festival e al Woods Hole Film Festival di Woods Hole, Massachusetts.